# 源満快
源 満快（みなもと の みつよし/みつやす）は、平安時代中期の武将。源経基の五男。満扶（みつすけ）とも記される。

## 略歴
都における中級官人として活動し、右衛門尉、検非違使、相模介、下野守などを歴任し極位は従五位下であったとされる。その詳しい動向は不明であるが、下野守在任中もしくはそれに近い時期に卒去していることを伝える記録が残る。
満国・行頼（行満）ら三人の子も中級官人として東国の受領などを務めたとされ、その子孫は武家として主に信濃国に土着した。